# عصوية ذهبية كدارية
عصوية ذهبية كدارية (الاسم العلمي: Chryseobacterium caeni) هي نوع من البكتيريا، سلبية الغرام، تتبع جنس عصوية ذهبية.